# Keu
Keu etait un personnage du cycle arthurien, chevalier de la Table Ronde, généralement frère nourricier et sénéchal du roi Arthur. Selon les auteurs et les époques, il s'appelle également Cai, Cei, Kei, Key, Kai, Kay, Ké ou Kou. Il est souvent décrit comme quelqu'un d'arrogant et vaniteux.
Keu est, avec Bedivere, un des personnages les plus anciens de la légende arthurienne, déjà présent dans la littérature galloise.
Il est arrogant et cherche toujours à plaire aux dames (dans "Lancelot ou le chevalier à la charrette" il va s’attirer des ennuis à cause de son arrogance).

## Le Cai gallois
Dans la littérature galloise, où il est appelé Cai Hir  (Keu le Grand), fils de Kynyr Keinvarvawc (Cynyr Barbe-Fourchue), il est un champion puissant au sang chaud. Dans le conte du Mabinogion Culhwch et Olwen, Bedwyr et lui sont deux des six chevaliers désignés pour accompagner Culhwch dans sa recherche (un autre est Gwalchmei, ou Gauvain) et il accomplit des exploits héroïques : il tue le géant Wrnach, il sauve Mabon, le fils de Modron, de sa prison au milieu des eaux et il fait une laisse de chien de la barbe de Dillus le Barbu. On attribue à Cai des possibilités surhumaines dans une grande partie de la littérature galloise. Le poème Pa Gur signale qu'il avait lutté contre un chat monstrueux et les Triades galloises le nomment comme un des « Trois Chevaliers enchanteurs de la Grande-Bretagne », lui attribuant le pouvoir de devenir aussi grand qu'un arbre. Dans Culhwch, Cai est un entêté qui se dispute avec Arthur, parce que celui-ci a écrit une chanson satirique sur sa victoire contre Dillus le Barbu, mais on fait de lui ailleurs le compagnon loyal d'Arthur.

## Origine du nom

Blason de Keu
D’azur à deux clefs d’argent adossées en pal.
Devise : HORS DES BVSONS

Son nom gallois Cai, qui a donné Keu en français est sans doute dérivé du latin Caïus ou Gaius. Selon les sources considérées, ce personnage est encore désigné comme Kay ou Kai, en jouant sur l'homophonie permise en anglais avec le mot key (clef), objet qui deviendra par la suite l'emblème du chevalier Keu dans les livres d'armoiries. On trouve également les formes Queuz, Kex ou Kés en vieux hongrois.

## Keu dans la légende ultérieure

### Origines
Keu et Bedivere apparaissent dans l’Historia regum Britanniae de Geoffroy de Monmouth (XIIe siècle) où ils aident Arthur à battre le Géant du Mont Saint-Michel. Monmouth fait Keu comte d'Anjou et sénéchal d'Arthur, poste qu’il occupe dans la littérature la plus tardive, notamment dans les romans de Chrétien de Troyes. Il est fait duc de Normandie dans le Roman de Brut de Wace.
Mais Keu fut d'abord frère nourricier du Roi Arthur. Dans Merlin de Robert de Boron, puis dans les œuvres ultérieures, il est le fils d'Antor à qui l'enchanteur confie l'éducation du jeune Arthur retiré à ses vrais parents Uther et Ygraine. Ils ne sont pas à proprement parler « frères de lait », car Keu a été sevré par une nourrice tandis que sa mère allaitait le futur roi. Le fait qu'il ait été nourri avec un lait moins noble sert parfois d'argument pour expliquer son caractère.
Lors d'un tournoi, Arthur, servant d’écuyer à Keu fraîchement fait chevalier, perd l'épée de son frère et se sert de celle qui est plantée dans la pierre pour la remplacer. Keu montre son opportunisme quand il prétend être celui qui a tiré l'épée de la pierre. Cela aurait pu faire de lui le roi des Bretons. Mais il finit par se raviser et finit par reconnaître Arthur comme son roi légitime. Antor demande à celui qu'il a élevé comme un fils de lui attribuer une faveur en faisant de Keu son sénéchal. De ce fait, il siège aussi à la Table Ronde.

### Personnalité
Ainsi, dans Perceval ou le Conte du Graal, alors que les femmes sont protégées dans tout le royaume, il ose gifler une jeune pucelle devant Perceval dont il raille la naïveté. Celui-ci finira par le désarçonner de son cheval dans une bataille provoquée par Keu lui-même de façon toujours très violente et insultante. Wolfram von Eschenbach, qui raconte la même histoire dans son Parzival, dit à son auditoire de ne pas juger Keu trop durement car ses mots méchants servent en réalité à maintenir l'ordre courtois.
Dans Yvain ou le Chevalier au lion, Keu ne cesse d'insulter Yvain qui a juré de venger son cousin Calogrenant. Plus tard, lorsque le roi se rend à la fontaine merveilleuse, Yvain affronte le sénéchal en combat singulier et le met à terre.
Keu n'est même pas un bon chevalier. Dans Lancelot ou le Chevalier de la charrette, Keu insiste pour poursuivre Méléagant qui vient d'enlever Guenièvre, mais il échoue et le laisse s'enfuir avec la reine.
Les spécialistes ont souligné que le caractère méprisant et vantard à l’excès de Keu ne fait jamais de lui un personnage ridicule, un lâche ou un traître, sauf dans le roman du Graal Perlesvaus, où il assassine Lohot, le fils d'Arthur, et se range parmi les ennemis du roi. Cette œuvre étrange est une exception, cependant, et l’image qu’on donne de Keu va généralement d’une simple cruauté méchante, comme dans le roman d'Yder ou le Iwein d'Hartmann von Aue, à un humour ironique et même sympathique, comme dans Durmart le Gallois et Escanor de Girart d’Amiens. Sa fidélité à Arthur n’est généralement pas mise en doute.

### Vie privée
Chrétien de Troyes signale qu'il avait un fils appelé Gronosis « le Pervers », qui s'abandonna au mal, tandis que les Gallois lui donnent un fils et une fille nommés Garanwyn et Celemon. Les romans évoquent rarement la vie amoureuse de Keu, une exception étant Escanor de Girart d'Amiens, qui raconte en détail son amour pour Andrivete de Northumbrie, qu’il doit défendre contre les machinations politiques de son oncle afin que tous deux puissent se marier.

### Morts
Il est curieux, étant donné qu’on le trouve partout, que la mort de Keu ne soit pas fréquemment traitée. Dans la littérature galloise, on mentionne qu'il a été tué par Gwyddawg et vengé par Arthur. Dans l'œuvre de Geoffroy de Monmouth et Le Morte d'Arthur allitérative, il est tué dans la guerre contre l'Empereur romain Lucius, tandis que le Cycle de la Vulgate le fait mourir en France, également dans une bataille contre les Romains. Une autre version le fait participer à la bataille de Camlann : rescapé tout comme Arthur, mourant, et Girflet, il meurt lorsqu'Arthur veut lui dire adieu. Arthur étreint trop fort Keu, et de plus lui manque de courtoisie. Celui-ci expire aussitôt.

## Filmographie
Dans la série Kaamelott, trois personnages apparaissent (plus ou moins explicitement) sous le nom de Keu ou Kay. Il y a Kay, le sonneur du roi Arthur, joué par Julien Dutel. Puis jusqu'au livre 4 inclus, Keu apparaît sous les traits de Bruno Salomone, personnage qui est d'abord un transfuge romain du nom de Caïus et qui par la suite s'installe comme seigneur breton et adopte un nom plus local. Enfin dans le livre V (épisode 45), bien que son nom ne soit pas indiqué, Keu peut apparaître, joué par Christophe Kourotchkine, lorsqu'Arthur (joué par Alexandre Astier) retourne voir son père adoptif, Anton (incarné par Guy Bedos).

## Webographie
- PY, Nicolas, Le sénéchal Keu dans les romans de Chrétien de Troyes : l'homme aux trois paradoxes[4]